# Hans Walter Hennicke
Hans Walter Hennicke (* 22. Januar 1927 in Düsseldorf; † 10. Oktober 1993) war ein deutscher Keramiker und Hochschullehrer an der Technischen Universität Clausthal.

## Leben
Hans Walter Hennicke war ab 1964 am Institut für Steine und Erden (Nichtmetallische Werkstoffe) der Bergakademie bzw. Technischen Universität Clausthal beschäftigt, dessen Aufbau er maßgeblich geprägt hat. In der Zeit von 1974 bis zu seinem Ausscheiden aus der TU Clausthal 1992 war er rotierend Direktor des Instituts. Von 1988 bis 1990 war er Rektor der TU Clausthal. Sein Nachfolger wurde Jürgen G. Heinrich.
1972 wurde er Mitglied des Stadtrats und des Samtgemeinderats. 1992 wurde er zum Bürgermeister der Samtgemeinde Oberharz gewählt. Ab 1965 war er Mitglied und ab 1970 Vorsitzender des Kuratoriums des Evangelischen Studentenwohnheims in Clausthal.

## Auszeichnungen
Hennicke erhielt 1981 die Seger-Plakette (nach Hermann August Seger) der Deutschen Keramischen Gesellschaft, war Inhaber der Louis-Vielhaber-Gedenkmünze des Vereins Deutscher Emailfachleute e. V., Mitglied der Braunschweigischen Wissenschaftlichen Gesellschaft und Honorary Professor der Iron and Steel University in Wuhan, China.
Die Deutsche Keramische Gesellschaft verleiht seit 1995 in Anerkennung seines Wirkens an junge Keramiker den Hans-Walter-Hennicke-Preis.